# Äggult gräsfly
Äggult gräsfly (Mythimna vitellina) är en fjärilsart som först beskrevs av Jacob Hübner 1808.  Äggult gräsfly ingår i släktet Mythimna, och familjen nattflyn. Arten förekommer tillfälligt i Sverige, men reproducerar sig inte.